# Puerto Rico Open 1990 - Doppio
Il doppio del torneo di tennis Puerto Rico Open 1990, facente parte del WTA Tour 1990, ha avuto come vincitrici Elena Brjuchovec e Natalija Medvedjeva che hanno battuto in finale Amy Frazier e Julie Richardson con il punteggio di 6–4, 6–2.

## Teste di serie
1. Gigi Fernández /  Zina Garrison (primo turno)
2. Meredith McGrath /  Lori McNeil (quarti di finale)

1. Nicole Bradtke /  Elna Reinach (primo turno)
2. Katrina Adams /  Penny Barg (semifinali)

## Tabellone

### Legenda
| - Q = Qualificato - WC = Wild card - LL = Lucky loser | - ALT = Alternate - SE = Special Exempt - PR = Protected Ranking | - w/o = Walkover - r = Ritirato - d = Squalificato |